# José Gutiérrez Mora
Pour les articles homonymes, voir Gutiérrez.
Gutiérrez  Mora est un nom espagnol. Le premier nom de famille, en général paternel, est Gutiérrez ; le second, en général maternel, souvent omis, est Mora.
José Gutiérrez Mora (né le 17 mai 1922 à La Encina et mort le 5 mai 2000 à Tui) est un coureur cycliste espagnol des années 1940. Il a notamment remporté une étape du Tour d'Espagne 1945.

## Palmarès
- 1945
  - 12e étape du Tour d'Espagne
  - 2e de la Subida a Arrate
  - 3e de la Subida al Naranco
- 1946
  - 3e du championnat d'Espagne de la montagne
  - 9e du Tour d'Espagne

## Résultats sur les grands tours

### Tour d'Espagne
3 participations
- 1945 : 13e, vainqueur de la 12e étape
- 1946 : 9e
- 1947 : abandon (12e étape[1])